# Radio Lorenzo Arenas
La Radio Lorenzo Arenas es una emisora radial  de la Región del Biobío fundada el 2 de enero de 2000.

## Historia
Creado como un proyecto comunitario, se ha distinguido por entregar información sobre movimientos sociales de la región.
Bajo la dirección del Centro Cultural y de Comunicación Radiofónica Lorenzo Arenas del Centro comunitario de Lorenzo Arenas, en el edificio que albergó el antiguo mercado de Hualpén, diseñado por el arquitecto Osvaldo Cáceres.
Se encuentra vinculada a la Asociación Mundial de Radios Comunitarias.